# 片状激光

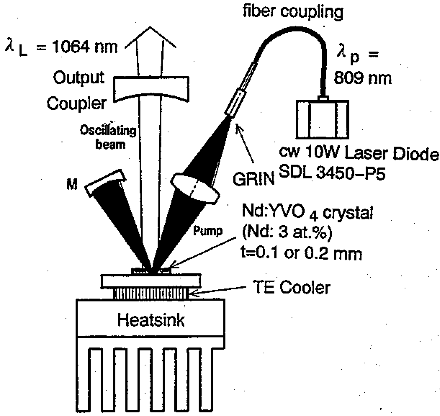
片状激光 ,1992

片状激光是固体激光的一种形式，因激光媒介为片状得名

。激光束由厚约80至200微米的盘片制得。
这种激光的优点是，激光晶体能够被更好的冷却，以及更好的光束质量和更高的单位体积功率。
片状激光通过激光二极管被激发，具有很高的工作效率（70%）。
片状激光由斯图加特大学的Adolf Giesen研发而成。